# Ichirō Itano
Ichirō Itano (板野 一郎?, Itano Ichirō; Yokohama, 11 marzo 1959) è un regista, produttore cinematografico e animatore giapponese.
Ha lavorato in svariate serie anime fantascientifiche, specialmente quelle a tema mecha, e creato altrettanti original video animation, quali Angel Cop e Battle Royal High School. In veste di regista, diresse alcuni episodi di Megazone 23, Fortezza superdimensionale Macross e Gantz. Infine, svolse il compito di planner per Blassreiter.
Pubblicizzando quest'ultimo nel 2008, è entrato a far parte de Graphinica, Inc. (グラフィニカ?), un'azienda che si è staccata dallo studio di animazione Gonzo. Insegna alle giovani generazioni come consulente aziendale.
 Passando dallo studio produttore di Crusher Joe a quello di Fortezza superdimensionale Macross, perse i contatti con il suo maestro Yoshikazu Yasuhiko. Tuttavia, si riunirono di nuovo dopo quasi 30 anni in un progetto relativo agli artbook di
Gundam, e in Mobile Suit Gundam: The Origin.

## Filmografia
| Anno      | Titolo                                 | Ruolo                                                     | Note                                           | Fonte        |
| --------- | -------------------------------------- | --------------------------------------------------------- | ---------------------------------------------- | ------------ |
| 1981      | Mobile Suit Gundam                     | Animatore                                                 | serie anime                                    |              |
| 1982      | Space Runaway Ideon: Be Invoked        | Animatore                                                 |                                                |              |
| 1983      | Fortezza superdimensionale Macross     | Direttore delle animazioni dei mecha                      |                                                | [ 7 ]        |
| 1983      | Crusher Joe                            | Animatore                                                 |                                                |              |
| 1984      | Lamù - Beautiful Dreamer               | Original picture                                          |                                                |              |
| 1984      | Macross - Il film                      | Regista del disegno                                       |                                                |              |
| 1985      | Megazone 23                            | Storyboarder, regista di unità, del disegno e dell'azione | OVAs e film                                    |              |
| 1987      | Le ali di Honneamise                   | Key animation                                             |                                                | [ 8 ]        |
| 1987      | Battle Royal High School               | Regista, sceneggiatore, storyboarder                      |                                                | [ 9 ] [ 10 ] |
| 1987      | Good Morning Althea                    | Bozzetti originali                                        |                                                |              |
| 1988      | Violence Jack: Evil Town               | Regista, composizioone della serie                        |                                                |              |
| 1989      | Kujaku l'esorcista                     | Regista                                                   | OVA (solo del secondo episodio)                |              |
| 1989-1994 | Angel Cop                              | Regista                                                   |                                                |              |
| 1992      | Star Dust                              | Regista, bozzetti originali                               |                                                |              |
| 1994      | Macross Plus                           | Direttore delle "special skills"                          | Anche nella riduzione cinematografica del 1995 |              |
| 1999      | Mito's Great Adventure: The Two Queens | Mecha designer, Supervisore CG                            |                                                |              |
| 2002      | Rayca                                  | Regista delle animazioni 3D                               |                                                |              |
| 2002      | Macross Zero                           | Regista delle "special skills"                            |                                                |              |
| 2004      | Gantz                                  | Regista                                                   |                                                |              |
| 2008      | Blassreiter                            | Composizione della serie, Regista                         |                                                | [ 11 ]       |
| 2008      | Linebarrels of Iron                    | Regista delle "special skills"                            |                                                |              |
| 2014      | Rakuen Tsuihō -Expelled from Paradise  | Motion Advisor                                            |                                                |              |
| 2015      | Mobile Suit Gundam: The Origin         | Produttore, Painting Story (Avant Animation)              | OVA                                            | [ 12 ]       |
| 2016      | SSSS.Gridman                           | Designer del kaiju                                        |                                                |              |